# Federació Catalana de Petanca
La Federació Catalana de Petanca és l'organisme dirigeix l'activitat esportiva de la petanca a Catalunya. Forma part de la Unió de Federacions Esportives de Catalunya.

## Història
La petanca és un joc d'origen mil·lenari, la versió moderna del qual es va popularitzar a la Provença a principi del segle xx i des d'allà va arribar a Catalunya els anys cinquanta. Actualment encara és un dels vuit esports més practicats. Els primers clubs de petanca es van formar a la ciutat de Barcelona. El pioner va ser el Club Petanca Barcelona, fundat l'any 1954. Tenia la seva seu al barri de la Barceloneta, on el 1957 es va celebrar el primer torneig. Posteriorment van sorgir altres clubs com el Balboa o el Condal, o la secció de petanca del Club Hispano Francès. Després de fracassar els intents per crear una federació pròpia, la petanca va integrar-se l'any 1958 com una secció més a la Federació Catalana de Bitlles.
L'any 1959 es va celebrar la primera competició oficial, la Copa President, i un any després els primers Campionats de Catalunya i d'Espanya i el primer torneig internacional, que va tenir lloc al Parc Güell amb la participació de clubs francesos. El nivell de la petanca catalana va créixer tan ràpidament que l'any 1961 dos jugadors catalans, Macario Navarro i Antoni Fernández, van formar part de la tripleta espanyola que es va proclamar subcampiona del món a Canes. Aquell èxit, al qual van seguir després un altre subcampionat l'any 1965, un bronze l'any 1968 i per fi el títol l'any 1971, va popularitzar encara més un esport que es practicava tant en l'àmbit competitiu com en el lúdic.
Clubs de futbol com el RCD Espanyol van crear la seva secció de petanca i van sorgir altres clubs històrics d'aquest esport, com el CP el Prat i el CP Adrianenc, i en van sorgir més fora de l'àrea metropolitana de Barcelona, especialment al Maresme, on va destacar la Penya l'Esplanada de Mataró, al Vallès, i a les comarques centrals de Girona i Tarragona. El 1985 es va crear una federació pròpia, que el 1988 va absorbir la Federació Gironina de Petanca, dedicada principalment a l'especialitat de les botxes. La creació de la Federació Catalana i de l'Espanyola, que va tenir el mateix primer president, Josep Maria Martí Font, va donar un impuls encara més fort a aquest esport, que a Catalunya va multiplicar el seu nombre de llicències, clubs i competicions. El mateix 1985 es va celebrar a les pistes del Club Natació Barcelona la primera edició del Trofeu Ciutat de Barcelona, avui consolidat com un dels més importants. Es van començar a crear les Lligues Catalanes, viver de futurs campions. Catalunya també va començar a tenir presència internacional amb la selecció catalana i un gran prestigi organitzatiu, que va tenir el seu màxim exponent en la celebració del Campionat del Món a Pineda de Mar l'any 1989. També reconeix i tutela l'activitat esportiva de les botxes.

## Presidents

### Josep Maria Martí Fonts(1985-1994)
Va ser el primer president quan aquesta es va constituir el mes de març de 1985, i va mantenir-se en el càrrec fins al 1994. Sota la seva presidència, la federació va créixer molt i va adquirir un gran prestigi esportiu i organitzatiu, la qual cosa va ser decisiva perquè Pineda de Mar acollís amb un gran èxit de participació i de visitants el Campionat del Món de l'any 1989. De 1985 a 1992 també va ser vicepresident de la Federació Espanyola.

### José Orlando Díaz González (1994)
Va entrar en contacte amb la petanca, primer com a jugador i posteriorment com a dirigent a l'Associació de Clubs de Petanca de l'Hospitalet, que agrupa totes les entitats que practiquen aquest esport en aquesta ciutat. Durant el seu mandat la petanca va seguir mantenint un creixement espectacular a Catalunya.